# Марк Хелвий Блазион
Марк Хелвий Блазион (на латински: Marcus Helvius Blasio) е римски политик, управител на римска провинция.
Произлиза от фамилията Хелвии. През 198 пр.н.е. e плебейски едил. През 197 пр.н.е. той e претор и управител на Далечна Испания (Hispania Ulterior). По това време в Испания също са и Сципион Африкански Старши (210 – 205 пр.н.е.) и Луций Стертиний (199 – 196 пр.н.е.). Хелвий Блазион участва в потушаване на бунта на иберийците (197 – 195 пр.н.е.) в Испания заедно с преторите Гай Семпроний Тудицан (пада убит), Квинт Минуций Терм, Квинт Фабий Бутеон, Марк Порций Катон Стари и Пл. Манлий. Военачалници на иберийските племена са Кулкас, Луксини, Будар и Безадин. Сенатът го награждава през 195 пр.н.е. с овация и триумф.
През 194 пр.н.е. e триумвир в Сипонтум, Пулия.